# Communauté
 (décembre 2016).
Une communauté est un groupe humain dont les membres sont unis par un lien social.  
En biologie une communauté représente un système au sein duquel des organismes vivants partagent un environnement commun et interagissent.
La notion de communauté est également un concept du droit qui désigne un groupe de personnes possédant et jouissant de façon indivise d'un patrimoine en commun. En France, s'oppose traditionnellement à celui de société et d'association qui reposent sur un pacte ou une convention volontairement formée par ses membres. Par extension, la communauté désigne uniquement les biens qui sont communs à plusieurs personnes.
Dans son usage politique actuel le plus courant, le mot communauté évoque des collectivités historiques ou culturelles. En France, le terme est souvent utilisé dans les débats sur les minorités ou le communautarisme, avec une connotation négative. Au Québec, l'expression de communauté culturelle est couramment utilisée sans connotation négative.

## Histoire

### En France
En France sous l'Ancien Régime, le mot communauté désigne toutes les personnes morales de droit public dont les statuts résultent généralement d'une Ordonnance royale ou en particulier de lettres patentes, aussi bien dans le domaine de l'organisation religieuse (communautés religieuses) que dans celui des pouvoirs administratifs (par exemple la Communauté d'un régiment, Communauté de la Noblesse), locaux (les Communautés d'habitants, les Communautés des villes, les communautés provinciales), professionnels (les communautés de métier), éducatifs (les communautés des collèges) ou privés (communauté matrimoniale et lignagière, communautés de voisinage). Plusieurs arrêts des parlements nous indiquent que tous les pauvres de chaque ville ou paroisse étaient légalement constitués en une communauté capable de recevoir tous les dons ou legs faits « aux pauvres » et qui était distincte de la communauté des habitants.
Bien que nos sociétés aient presque partout remplacé ces communautés par des formes sociétales d'association, le terme de communauté (ou son équivalent corps) conserve toujours un sens juridique, administratif et politique précis, par exemple pour les copropriétés, les communes, les professions organisées en ordre, les corps de la Fonction publique, les familles, les congrégations religieuses, et bien sûr les diverses doctrines communistes.
Dans la constitution de la Cinquième République, le terme est repris pour désigner la Communauté française.

## Étymologie et sémantique
Le mot est apparu au XIIIe siècle, probablement par réfection, d’après l’adjectif communal, de l’ancien français communité, « participation en commun », emprunté du latin communitas, « communauté ».
L'Académie française indique que l'on parle de communauté familiale, de communauté villageoise ou, plus largement de communauté nationale ou internationale. Par extension, on utilise aussi ce terme pour évoquer ceux qui ont en commun une langue ou une religion. Ces extensions sont légitimes, mais l'AF note que l’on peut s’interroger sur l’étrange prolifération du mot communauté aujourd’hui, qui est de plus en plus souvent utilisé pour désigner tout agglomérat de personnes, quand bien même nombre de ces personnes ne souhaitent pas être définis par leur appartenance à tel ou tel groupe.

## Communautés écologiques
En écologie, une (en) communauté est un ensemble d'organismes appartenant à des populations d'espèces différentes constituant un réseau de relations.
Au sens strict, ce terme est synonyme de biocénose. Cependant, dans la pratique, les écologues l'utilisent dans une acception plus restreinte pour désigner des entités constituant des sous ensembles de la biocénose au plan structural et/ou fonctionnel.

## Communautés humaines
La communauté est un état de ce qui est commun à plusieurs personnes ; similitudes.
Au sens étymologique originel : cum munus. La communauté est donc un groupe de personnes (« cum ») qui partagent quelque chose (« munus ») — un bien, une ressource, ou bien au contraire une obligation, une dette. Le mot communauté est dérivé du mot communal, état ou caractère de ce qui est commun

Selon Roberto Esposito :
« La communauté n'est pas une propriété, un plein, un territoire à défendre et à isoler de ceux qui n'en font pas partie. Elle est un vide, une dette, un don (tous sens de munus) à l'égard des autres et nous rappelle aussi, en même temps, à notre altérité constitutive d'avec nous-mêmes. »
Un groupe d'individus est une communauté et non une équipe lorsque :
- les membres ont rejoint une communauté parce qu'ils partagent des points d'intérêt communs : ils peuvent se connaitre ou non et l'adhésion peut être ouverte ou fermée ;
- la durée d'une communauté est indéterminée : les communautés ne visent pas à mener un projet à son terme, mais elles peuvent servir à proposer des changements ;
- les membres d'une communauté sont plutôt considérés comme égaux en droits, bien que quelqu'un ou un organisme doive créer la communauté ;
- les membres rejoignent une communauté parce qu'ils ont une attente de ce groupe d'individus : chaque membre décide généralement comment, quand et en quoi il contribuera. Mais ceux qui s'investissent le plus dans la communauté y auront une position plus élevée[6].

## Définitions de communauté en sociologie

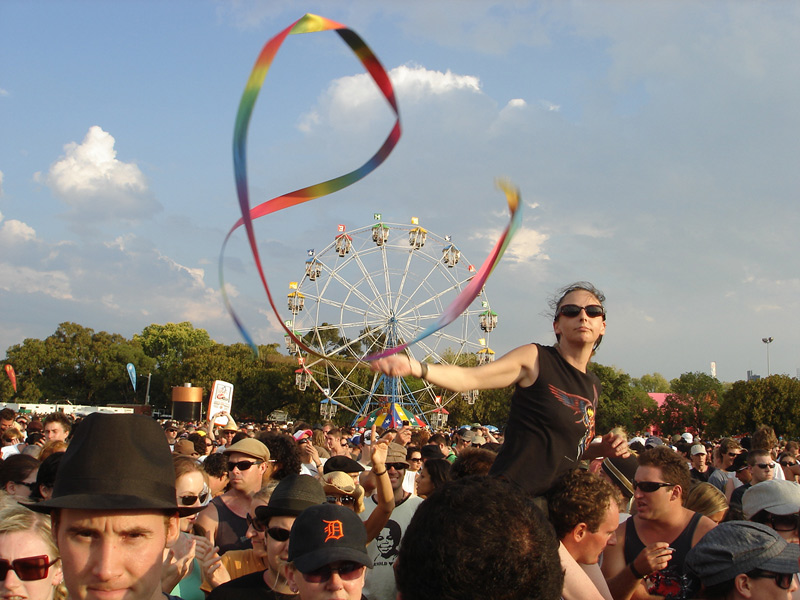
Regroupement de personnes pour le Big Day Out en 2006.

En sciences sociales la question de la définition empirique de ce que représente une communauté s’est enrichie depuis plusieurs décennies, grâce à l’apport des outils d’analyse des réseaux sociaux, car en tant qu’instruments de recherche, son formalisme n'est pas sans conséquence sur la notion même de communauté
En sociologie, une communauté est un regroupement de personnes autour d'une thématique commune. Ainsi, les communautés sont plus ou moins cohésives et leurs membres partagent entre eux une certaine culture, des normes et des valeurs. Sociologiquement la notion de communauté implique l'existence d'éléments sémantiques partagés et qui rallient autour de lui, des gens. De nombreux types de communautés sont étudiés en sociologie :
- Communauté linguistique : ralliée par une langue commune ;
- Communauté religieuse : ralliée par des croyances spirituelles communes ;
- Communauté épistémique : ralliée par un thème de connaissance ;
- Communauté intentionnelle : ralliée par des visions de vivre-ensemble communes ;
- Communauté scientifique ;
- Communauté en ligne ;
- Communauté de pratique ;
- etc.

Il peut s'agir de partager un territoire commun, une appartenance sociale commune, mais ce sens est plus arbitraire que sociologique; le terme est pris dans un sens large, tel un découpage catégoriel des populations. Parfois, surtout lorsque le recours au formalisme l'exige, la définition est plus restrictive qui implique que les acteurs sociaux interagissent effectivement autour d'une thématique commune : des gens interagissant sur un forum de discussion en ligne autour d'un thème politique forment une communauté épistémique, puisque effectivement ils interagissent autour d'éléments sémantiques communs.

### Communautés linguistiques
Une communauté linguistique est un groupe humain qui utilise la même langue (ou dialecte, ou parler) et dont les éléments communiquent entre eux en cette langue. 
Cependant, une communauté linguistique n'est pas homogène, car elle se compose de groupes humains ayant des comportements socioculturels différents, variant géographiquement, ce qui provoque des différences dans le vocabulaire, la prononciation. Une communauté linguistique ne peut donc être totalement homogène, et elle se divise elle-même en d'autres communautés linguistiques.
À l'intérieur même d'une communauté linguistique peuvent exister des variantes. Cependant les différences ou la distance peuvent ne rien modifier au sentiment d'appartenance à une communauté linguistique, comme c'est le cas pour les Québécois et les Français. Il s'agit donc de communautés d'intérêt.
Dans un État monolingue comme la France, qui ne reconnaît qu'une seule langue officielle, et donc une seule communauté linguistique officielle[réf. nécessaire] , il peut exister plusieurs communautés linguistiques de fait, outre celle pratiquant la langue officielle de l'administration. L'individu peut donc appartenir à plusieurs des communautés linguistiques existantes, mais généralement à la communauté officielle et à une communauté non « officielle » pour le parler régional (française et bretonne, française et basque, française et kabyle, etc.).
La francophonie désigne l’ensemble des populations dont le français est la langue naturelle, officielle ou d’usage, ou bien l’ensemble des individus pour qui le français est langue principale ou seconde. La francophonie est structurée autour de l'Organisation internationale de la francophonie.
Il y a des États ou entités où coexistent plusieurs langues officielles, et donc plusieurs communautés linguistiques. Des exemples de tels États sont :
- le Canada : le bilinguisme fait l'objet au Canada d'une politique linguistique, qui reconnaît les deux langues du Canada, le français et l'anglais comme des langues officielles dans tous les domaines, ce qui se traduit dans les systèmes d'information ;

- la Belgique : la Belgique a trois communautés linguistiques ;
- la Suisse : la Suisse connaît quatre langues (allemand, français, italien, et romanche) ;
- le Maghreb : les pays du Maghreb parlent le berbère, le français et l'arabe ;
- le Luxembourg reconnaît aussi trois langues officielles: le luxembourgeois, le français, et l'allemand.

### Communautés religieuses
Une communauté religieuse est un ensemble de personnes qui poursuivent le même idéal religieux (les conseils évangéliques par exemple).
Elle peut être un groupe humain reflétant la société civile, ayant adopté une religion ou un courant religieux. Un tel groupe est plus ou moins important, de quelques personnes (une « secte », une minorité) à un sous-groupe de la population d'un État (exemple : la communauté musulmane de France).
De tels groupes peuvent être dénommés Églises.
La communauté religieuse peut aussi être un groupe organisé en vue d'atteindre l'idéal religieux affiché. Il peut s'agir :
- d'une organisation de laïcs et éventuellement de clercs séculiers (anciennes congrégations laïques du Christianisme) ;

- du regroupement de religieux menant une vie commune : pour le christianisme et notamment l'Église catholique romaine, de clercs séculiers s'agrégeant à un ordre séculier pour devenir des clercs réguliers, ou des clercs prononçant des vœux solennels pour entrer dans un ordre régulier, que celui-ci soit monastique ou non (chanoines réguliers par exemple).
On parle dans tous ces cas, en Droit français, de congrégations religieuses.

### Communautés épistémiques
Une communauté épistémique rassemble autour d’une question, d’une nécessité, d’un objectif ou d’un intérêt partagé, des acteurs, qui peuvent être hétérogènes, qui échangent pour transformer leurs savoir-faire et savoir tacites épars en connaissances explicites, opérationnelles et partagées dont ils se serviront spécifiquement en fonction de leurs besoins particuliers. 
Ce type de communauté organise une production collaborative de connaissance au travers de pratiques de communication qui se développent autant dans le réel, le virtuel (cf. infra) ou dans une combinaison de ces deux dimensions.

### Communautés intentionnelles
Cette expression est davantage utilisée au Québec qu'en France ; elle semble proche de la signification d'une communauté sociologique quoique d'acception un peu plus limitée. Un ensemble de personnes d'origines diverses ayant choisi consciemment de vivre ensemble en un lieu donné et sous une forme organisationnelle et architecturale définie constitue une communauté intentionnelle. L'expression se réfère à des formes d'habitation dites alternatives. En 2007, Christophe Cousin réalisa un voyage de près de deux ans à travers les communautés intentionnelles qui ont notamment pour vocation la construction d'un monde meilleur.

### Communautés libertaires
Une communauté libertaire ou milieu libre est une communauté intentionnelle d'inspiration libertaire plus ou moins durable, plus ou moins organisée, centrée autour de l'autogestion, de la maîtrise du travail social, de l'épanouissement personnel, de valeurs morales. L'objectif en est, principalement, d'expérimenter, dans des groupes plus ou moins vastes, des rapports sociaux antiautoritaires dégagés des contraintes du capitalisme et de l'État, notamment en matière de liberté sexuelle.

### Communautés historiques

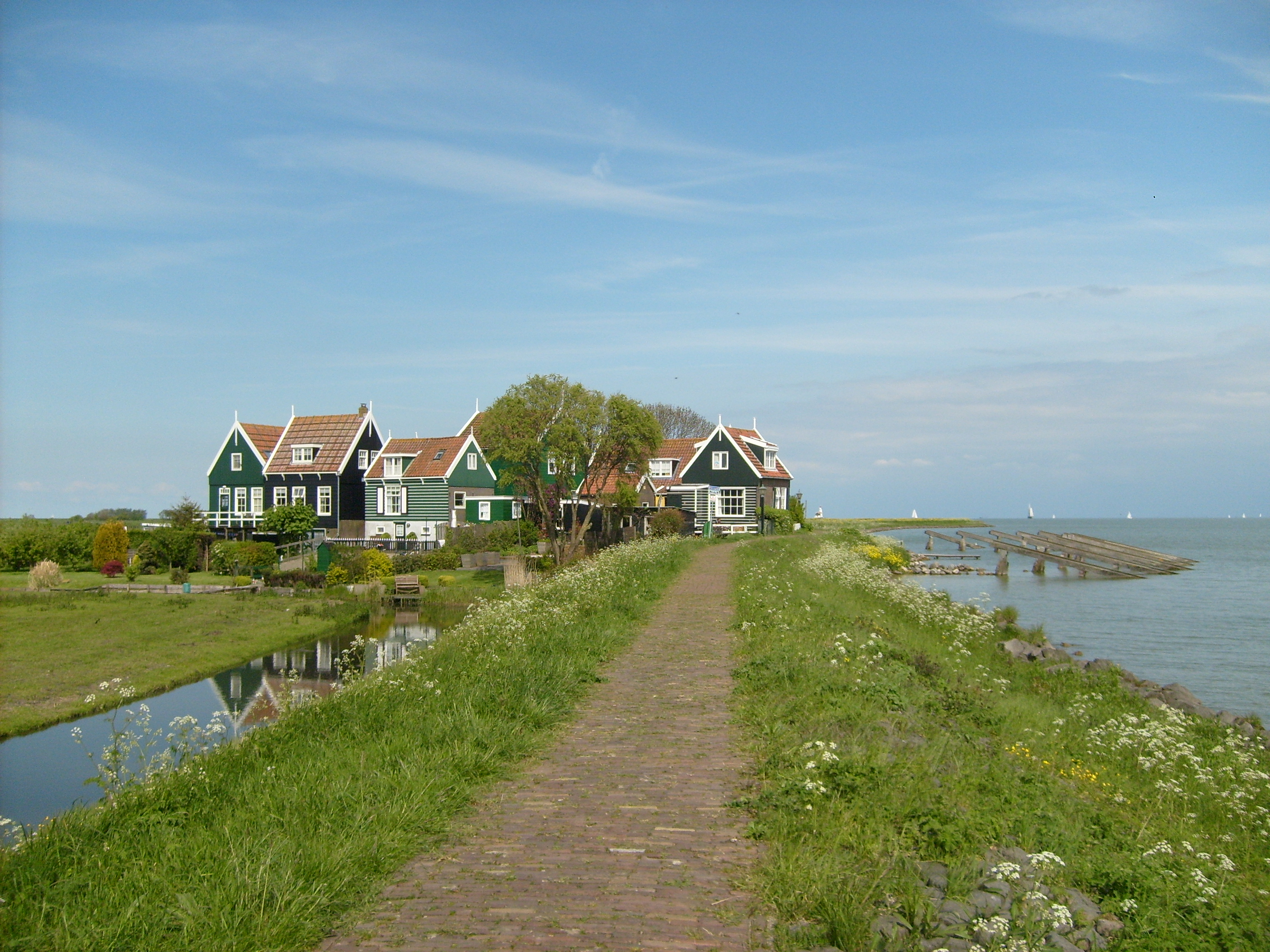
La communauté historique du hameau de Rozewerf (Pays-Bas).

Une communauté est un groupe humain constitué géographiquement ou historiquement sur un territoire donné, et qui partage une culture ou une langue commune. C'est le cas des peuples, nations, civilisations, ethnies ou minorités ethniques, pour lesquelles les critères géographique et historique sont fondamentaux.

### Communautés scientifiques
Une communauté scientifique, du point de vue sociologique est un réseau de chercheurs œuvrant sur des thématiques communes de recherche. « La communauté scientifique » au singulier et au sens large, est un découpage catégoriel. Pour le sociologue, cette dite communauté est dans les faits constituée de nombreuses communautés épistémiques. Au sein d'une même branche scientifique il peut exister une multitude de communautés épistémiques.

### Communautés en ligne
La communauté en ligne n’est pas monolithique car elle est formée d'une mosaïque de groupes aux comportements sociolinguistiques et identitaires hétérogènes, entrant parfois en conflit les uns avec les autres. 
Une communauté en ligne doit être pourvue d'un animateur, dont le rôle est de développer la présence sur la Toile d'une organisation publique ou privée en fidélisant un groupe d'internautes et en animant ses échanges dans des réseaux sociaux, des médias en ligne ou des forums.
En gestion des connaissances, on parle souvent par exemple de communauté de pratique, qui s'applique à des ensembles d'individus qui partagent et mettent à jour des informations pour leur travail dans un même logiciel de groupe de travail (en abrégé logiciel de groupe, formé à partir de l'anglais groupware)[réf. nécessaire].
Le terme de « communauté » est d'un emploi généralisé dans le monde du web pour désigner l'ensemble des parties prenantes au développement et à l'utilisation d'une base de code. La communauté est constituée de personnes (physiques, éventuellement morales) allant des core developers qui maintiennent la base de code et prennent les décisions techniques importantes aux simples utilisateurs, en passant par les contributeurs, qui peuvent aider à l'effort collectif en détectant des bugs, proposant des correctifs ou aidant à des tâches telles que la documentation. 
Le logiciel libre (ou « open source »), pour de multiples facteurs est une thématique qui a rallié de nombreux acteurs et des communautés du libre ont émergé : « Les hackers ne sont pas seulement des êtres rationnels, capables de calculer le rendement espéré d’une contribution au libre. Ce sont des êtres passionnés doués d’un sens social ».

### Communauté de pratique
Une communauté de pratique (CdP) est un groupe de personnes qui « partagent une préoccupation ou une passion pour quelque chose qu'ils font et apprennent à mieux le faire en interagissant régulièrement ». Le concept a été proposé pour la première fois par l'anthropologue cognitif Jean Lave et le théoricien de l'éducation Étienne Wenger dans leur livre de 1991 intitulé Situated Learning (Lave & Wenger 1991). Wenger a ensuite développé le concept dans un livre de 1998 Communities of Practice (Wenger 1998).
La théorie des communautés de pratique formalisée par Étienne Wenger (1998) s'inscrit dans une évolution épistémologique qui a conduit le domaine de la gestion des connaissances (en anglais : knowledge management) d'une vision technocentrée vers une vision anthropocentrée.

### Communauté d'apprentissage
L'expression « communauté d'apprentissage » tire ses origines de deux courants : le courant des communautés pédagogiques et le courant des communautés professionnelles. Pour les communautés pédagogiques, une filiation est opérée avec le courant de la pédagogie coopérative de Freinet, elle fait référence aux parties prenantes d'une communauté éducative. Pour les communautés professionnelles, il est possible d'en retracer la filiation aux mouvements coopératifs ouvriers du XIXe siècle. Pour Orellana, « il s'agit d'une vision qui vise une réorientation des capacités d'apprentissage, de création et de transformation de l'être humain. »
Les interactions des contributeurs aux projets de partage de la connaissance qu'est Wikipédia démontrent qu'il s'agit d'une communauté.

### Communauté professionnelle
Pour être pertinente et pérenne, une communauté professionnelle doit se retrouver autour d'un objectif commun, mais aussi générer de l'interactivité et être fondée sur les besoins de ses membres.
En France, la Direction interministérielle du numérique (DINUM) propose une plateforme, Osmose, permettant aux agents de l’État et de ses établissements publics d’animer en ligne une communauté professionnelle. Seul un agent de l’État ou d'un établissement public de l’État peut demander à créer une communauté sur Osmose. Il peut ensuite y inviter tous les membres qu’il souhaite, que la personne soit interne ou externe à son organisme (agent, partenaire, prestataire, expert de la société civile…) .

## Communautés internationales
On parle couramment de la communauté internationale pour désigner l'attitude commune de plusieurs pays/États dans les problèmes de diplomatie, de politique extérieure, d'écologie, etc.
On peut aussi considérer les communautés basées sur des accords internationaux : la Communauté européenne, ou l'ONU.

## Communautés administratives
En France, le mot est repris dans la terminologie administrative pour désigner une association de collectivités territoriales :
- Communauté de communes ;
- Communauté d'agglomération ;
- Communauté urbaine ;
- Communauté nationale ;
- Communauté économique.

En Belgique, les communautés belges sont des entités fédérées compétentes notamment en matière de culture et d'enseignement. Elles sont au nombre de trois : 
- la Communauté flamande ;
- la Communauté française de Belgique ;
- la Communauté germanophone de Belgique.

Au pays de Galles, une communauté est la plus petite des divisions administratives territoriales.

## Dérivés
Le mot communauté a servi à construire les termes :
- communisme ;
- communautarisme.